# Прикосновение греха
«Прикосновение греха» (кит. 天注定; англ. A Touch of Sin) — кинофильм режиссёра Цзя Чжанкэ, вышедший на экраны в 2013 году.

## Сюжет
Фильм состоит из четырёх практически не связанных между собой историй, показывающих социальные корни насилия в современном Китае.
История первая. Мужчина по имени Дахай (Цзян У) из глухой китайской провинции пытается добиться справедливости в деле десятилетней давности о продаже шахты, находившейся в коллективной собственности, частному лицу. Теперь владелец шахты — преуспевающий бизнесмен, летающий на собственном самолёте, тогда как жители деревни не получили ничего из обещанного им дохода. После того, как Дахая избивают охранники компании, он берётся за ружьё.
История вторая. Сань Чжоу (Ван Баоцян) покидает родную провинцию, где он жил в бедности с женой и сыном, и отправляется на заработки в большой город. На самом деле он занимается разбоем. По его признанию, лучшими мгновениями его жизни становятся моменты, когда он спускает курок.
История третья. Сотрудница отеля Ю Сяо (Чжао Тао) влюблена в женатого мужчину, однако эти отношения рушатся, а она подвергается побоям со стороны жены любимого и её родственников. Когда один из клиентов отеля, похваляясь своим богатством, пытается принудить Ю Сяо к сексуальным отношениям, она не выдерживает и закалывает того ножом. Данная сюжетная линия основана на деле Дэн Юйцзяо.
История четвёртая. Молодой человек (Ло Ланьшань) устраивается официантом в престижный бордель, где влюбляется в одну из проституток. Понимая, что им не суждено быть вместе, он находит гораздо менее оплачиваемую работу на фабрике. В конце концов он кончает жизнь самоубийством.

## Награды и номинации
- 2013 — приз за лучший сценарий на Каннском кинофестивале (Цзя Чжанкэ).
- 2013 — приз «Чёрная жемчужина» за лучший повествовательный фильм на кинофестивале в Абу-Даби.
- 2013 — премия имени Кшиштофа Кесьлёвского за лучший фильм на Денверском кинофестивале.
- 2013 — премия Французского синдиката кинокритиков за лучший зарубежный фильм.
- 2013 — приз имени Жоржа Делерю за лучшую музыку на Гентском кинофестивале (Гён Лим).
- 2013 — премии «Золотая лошадь» за лучшую оригинальную музыку (Гён Лим) и за лучший монтаж (Матьё Лакло, Линь Сюйдун), а также 4 номинации — за лучший фильм, режиссуру (Цзя Чжанкэ), оригинальный сценарий (Цзя Чжанкэ), операторскую работу (Ю Ликвай).
- 2013 — участие в конкурсной программе Мюнхенского кинофестиваля.
- 2014 — номинация на премию «Независимый дух» за лучший международный фильм.